# Malaysia International 2018
Die Malaysia International 2018 im Badminton fanden vom 17. bis zum 25. April 2018 in Kuala Lumpur statt.

## Sieger und Platzierte
| Disziplin    | Gold                           | Silber                               | Bronze                                     |
| ------------ | ------------------------------ | ------------------------------------ | ------------------------------------------ |
| Herreneinzel | Hsueh Hsuan-yi                 | Tan Jia Wei                          | Shesar Hiren Rhustavito                    |
| Herreneinzel | Hsueh Hsuan-yi                 | Tan Jia Wei                          | Kunlavut Vitidsarn                         |
| Dameneinzel  | Wang Zhiyi                     | Lee Ying Ying                        | Deng Xuan                                  |
| Dameneinzel  | Wang Zhiyi                     | Lee Ying Ying                        | Hana Ramadhini                             |
| Herrendoppel | Mohammad Ahsan Hendra Setiawan | Aaron Chia Soh Wooi Yik              | Goh Sze Fei Nur Izzuddin                   |
| Herrendoppel | Mohammad Ahsan Hendra Setiawan | Aaron Chia Soh Wooi Yik              | Chooi Kah Ming Low Juan Shen               |
| Damendoppel  | Soong Fie Cho Tee Jing Yi      | Lim Chiew Sien Tan Sueh Jeou         | Putri Sari Dewi Citra Jin Yujia            |
| Damendoppel  | Soong Fie Cho Tee Jing Yi      | Lim Chiew Sien Tan Sueh Jeou         | Ng Tsz Yau Yuen Sin Ying                   |
| Mixed        | Chen Tang Jie Peck Yen Wei     | Andika Ramadiansyah Mychelle Bandaso | Nur Mohd Azriyn Ayub Devi Tika Permatasari |
| Mixed        | Chen Tang Jie Peck Yen Wei     | Andika Ramadiansyah Mychelle Bandaso | Guo Xinwa Liu Xuanxuan                     |